# Baja (miasto)
Baja (niem. Frankenstadt) – miasto położone nad Dunajem na południu Węgier, niedaleko Mohacza.
Rynek miasta zabudowany jest tylko z trzech stron, a z czwartej jest już krawędź skarpy. W mieście znajduje się ważny most na Dunaju. Baja słynie także z corocznego festiwalu zupy rybnej.

## Historia
Pierwsza wzmianka historyczna pochodzi z 1240 roku. Warownia Karola Wielkiego do obrony przeciw Awarom, ośrodek wojskowy w czasie okupacji tureckiej. Turecki zamek nie przetrwał jednak do dzisiejszych czasów. W XVIII wieku, po oswobodzeniu miasta z rąk Turków, osiedlono tutaj niemieckich kolonistów (Donauschwaben), w większości wypędzonych po II wojnie światowej. W XIX wieku ważny port handlowy nad Dunajem.
Obecnie 93,5% mieszkańców deklaruje się jako Węgrzy, 2,7% jako Niemcy, 1,3% jako Chorwaci.

## Geografia
Miasto leży na wysokiej skarpie, u stóp której przepływa Kamarás-Duna, boczna odnoga Dunaju.

## Gospodarka
- zakłady przemysłu włókienniczego
- wytwórnia mebli
- fabryka silników elektrycznych
- fabryka koców

## Miasta partnerskie
- Argentan, Francja
- Subotica, Serbia
- Waiblingen, Niemcy
- Thisted, Dania
- Labin, Chorwacja